# Abu Thabit 'Amir
Abū Thābit ʿĀmir (in arabo أبو ثابت عامر‎?; 12 settembre 1284 – Tangeri, 27 luglio 1308) è stato il settimo sultano merinide, che regnò nel Maghreb al-Aqsa (comprendente all'incirca l'odierno Marocco) per un periodo molto breve, dal 1307 al 1308.
Era nato il 1° di rajab 683 dell'Egira (12 settembre 1284). Succedette a suo nonno, Abū Yaʿqūb Yūsuf al-Naṣr, nel 1307 (per la precisione fu intronizzato l'8 di dhū l-qaʿda 706 H.) e morì di malattia a Tangeri l'8 di safar del 708 H. (27 luglio 1308), dopo solo un anno (islamico), tre mesi e un giorno.
Quando salì al trono, il suo predecessore aveva in corso l'assedio di Tlemcen, che egli decise di lasciar perdere per ripiegare verso il Marocco, dove altri pretendenti cercavano di impadronirsi del potere. Il primo fu ʿUthmān ibn Idris, che, partito da Ceuta, si era portato fino a Fès: in breve egli lo vinse e poté entrare nella capitale. Seguì la rivolta di un comandante militare di Marrakesh, Yūsuf ibn Muḥammad ibn Abī Ayād, che venne sconfitto in una battaglia nei pressi del fiume Umm al-Rabīʿa, fatto prigioniero e infine giustiziato. Condusse poi una breve campagna contro le tribù meridionali dei Seksioui e dei Rekena e contro i Beni Riyāḥ. A questo punto, assicuratosi il controllo su tutto il Marocco, si diresse verso Ceuta che era tenuta dalle truppe del sultano nasride di Granada Abū Abd Allāh Muhammad III al-Makhlū'. Nel corso della spedizione pose le fondamenta della città di Tetouan. Poco dopo, però, lo colpì una malattia che lo condusse in breve alla morte. Gli succedette il fratello Abū al-Rabīʿ Sulaymān.